# فلاح ربو (الرقة)
فلاح ربو قرية سورية تتبع ناحية الجرنية في منطقة الثورة في محافظة الرقة. بلغ عدد سكانها 2638 نسمة في عام 2004 حسب إحصاء المكتب المركزي للإحصاء.